# Ryszard Ponikwia
Ryszard Ponikwia (ur. 25 stycznia 1957 w Kościelisku) – polski biathlonista, medalista mistrzostw Polski, reprezentant Polski, następnie rzeźbiarz.

## Życiorys
W latach 1972–1983 był zawodnikiem WKS Legii Zakopane.
Reprezentował Polskę na mistrzostwach świata juniorów w 1976 (26 m. w biegu indywidualnym) oraz mistrzostwach świata seniorów w 1982 (50 m. w biegu indywidualnym).
Na mistrzostwach Polski juniorów w 1977 zdobył złoty medal w biegu indywidualnym.
Na mistrzostwach Polski seniorów zdobył pięć medali: srebrny w 1979 w sztafecie 4 x 7,5 km, brązowy w 1980 w sztafecie 4 x 7,5 km, złoty w sztafecie 4 x 7,5 km i brązowy w sprincie w 1982 oraz srebrny w sztafecie 4 x 7,6 km w 1983.
Od 1990 zajmuje się rzeźbiarstwem, w 2011 miał swoją pierwszą wystawę indywidualną. Jest także hodowcą gołębi pocztowych, w 1990 założył sekcję Polskiego Związku Hodowców Gołębi Pocztowych w Kościelisku, w 2000 w Witowie.
Ma czworo dzieci, z których troje (Robert, Bartłomiej i Katarzyna) również uprawiało biathlon.